# Дурбульджин
Уезд Дурбульджин (уйг. دۆربىلجىن ناھىيىسى; Dörbiljin Nahiyisi‎, каз. ءدوربىلجىن اۋدانى;) или уезд Эминь (кит. упр. 额敏县, пиньинь Émǐn xiàn) — уезд в округе Чугучак Синьцзян-Уйгурского автономного района КНР. По-китайски уезд назван в честь протекающей по его территории реки Эминь.

## История
После смерти Чингисхана эти места получил в управление его сын Угэдэй, и на южном берегу реки появилось поселение. При империи Цин здесь было выстроено укрепление, которое за его квадратную форму монголы назвали Дурбульджин («квадратная крепость»).
Уезд Эминь был образован в 1918 году.

## География
На севере уезд граничит с Казахстаном (с Восточно-Казахстанской областью, напротив Маканчи, Урджара, у оз. Зайсан), на востоке — с Хобоксар-Монгольским автономным уездом, на западе — с городским уездом Чугучак, на юге — с уездом Толи.

## Административное деление
Уезд Дурбульджин делится на 6 посёлков, 3 волости и 2 национальные волости.